# Chilodes distracta
Chilodes distracta är en fjärilsart som beskrevs av Eduard Friedrich Eversmann 1848. Chilodes distracta ingår i släktet Chilodes och familjen nattflyn. Inga underarter finns listade i Catalogue of Life.